# Shayne Corson
Pour les articles homonymes, voir Corson.
Shayne Corson (né le 13 août 1966 à Barrie, dans la province de l'Ontario au Canada) est un joueur professionnel retraité canadien de hockey sur glace. Il évoluait au poste d'ailier gauche.

## Biographie

### Carrière dans la LNH
Il fut repêché par les Canadiens de Montréal en première ronde, 8e au total, au repêchage d'entrée dans la LNH 1984.
Corson joua pour les Canadiens de 1986 à 1992, où il rejoint les Oilers d'Edmonton. Il resta à Edmonton pour trois saisons complètes avant de se joindre aux Blues de Saint-Louis. Son séjour à Edmonton fut controversé. L'entraîneur-chef George Burnett l'avait fait capitaine des Oilers de janvier à mars 1995 avant de lui retirer cet honneur.
Il signa avec les Blues en tant qu'agent libre avec restriction à l'été 1995 - les Oilers reçurent Curtis Joseph en compensation. Les Blues l'échangèrent aux Canadiens pendant la saison 1996-1997 - il y resta jusqu'en 2000. Il signa alors avec les Maple Leafs de Toronto comme agent libre et y passa trois saisons complètes avant de se retirer pour des raisons médicales pendant la saison morte. Il signa avec les Stars de Dallas vers la fin de la saison 2003-2004 pour se donner de la profondeur et tenter de se rendre loin en séries de fin de saison grâce à sa fougue et ses aptitudes de meneur. Les choses ne se passèrent pas comme les Stars le souhaitaient cependant, et ils furent éliminés en première ronde par l'Avalanche du Colorado. Corson prit par la suite sa retraite.
Corson fut capitaine de deux équipes (Oilers et Blues) au cours de sa carrière de 19 ans. Il était reconnu comme étant un joueur agressif, avec un bon instinct offensif et défensif, de même que comme un excellent meneur. Il participa à trois Matches des Étoiles, récoltant 693 points et 2 357 minutes de punition en 1 156 matches dans la LNH. Il compte aussi à son actif 87 points et 291 minutes de punition en 140 matches de série. Shayne avait de sérieux problème hors-glace dont il était souvent impliqué dans des bagarres dans les bars, de graves accidents de voitures avec des facultés affaiblies et de passer la nuit en prison en étant arrêté souvent par la police.

### Carrière internationale
Il représenta aussi le Canada à la Coupe Canada, au championnat junior de 1986, à la Coupe du monde de hockey et aux Jeux olympiques de Nagano.
Lors de l'édition 1986 du championnat du monde junior, avec 14 points, il finit meilleur pointeur.

## Statistiques

### En club
| Saison     | Équipe                  | Ligue      |       | Saison régulière | Saison régulière | Saison régulière | Saison régulière | Saison régulière |    | Séries éliminatoires | Séries éliminatoires | Séries éliminatoires | Séries éliminatoires | Séries éliminatoires |
| Saison     | Équipe                  | Ligue      | PJ    | B                | A                | Pts              | Pun              | PJ               | B  | A                    | Pts                  | Pun                  |                      |                      |
| 1983-1984  | Alexanders de Brantford | LHO        | 66    | 25               | 46               | 71               | 165              | 6                | 4  | 1                    | 5                    | 26                   |                      |                      |
| 1984-1985  | Steelhawks de Hamilton  | LHO        | 54    | 27               | 63               | 90               | 154              | 11               | 3  | 7                    | 10                   | 19                   |                      |                      |
| 1985-1986  | Steelhawks de Hamilton  | LHO        | 47    | 41               | 57               | 98               | 153              | -                | -  | -                    | -                    | -                    |                      |                      |
| 1985-1986  | Canadiens de Montréal   | LNH        | 3     | 0                | 0                | 0                | 2                | -                | -  | -                    | -                    | -                    |                      |                      |
| 1986-1987  | Canadiens de Montréal   | LNH        | 55    | 12               | 11               | 23               | 144              | 17               | 6  | 5                    | 11                   | 30                   |                      |                      |
| 1987-1988  | Canadiens de Montréal   | LNH        | 71    | 12               | 27               | 39               | 152              | 3                | 1  | 0                    | 1                    | 12                   |                      |                      |
| 1988-1989  | Canadiens de Montréal   | LNH        | 80    | 26               | 24               | 50               | 193              | 21               | 4  | 5                    | 9                    | 65                   |                      |                      |
| 1989-1990  | Canadiens de Montréal   | LNH        | 76    | 31               | 44               | 75               | 144              | 11               | 2  | 8                    | 10                   | 20                   |                      |                      |
| 1990-1991  | Canadiens de Montréal   | LNH        | 71    | 23               | 24               | 47               | 138              | 13               | 9  | 6                    | 15                   | 36                   |                      |                      |
| 1991-1992  | Canadiens de Montréal   | LNH        | 64    | 17               | 36               | 53               | 118              | 10               | 2  | 5                    | 7                    | 15                   |                      |                      |
| 1992-1993  | Oilers d'Edmonton       | LNH        | 80    | 16               | 31               | 47               | 209              | -                | -  | -                    | -                    | -                    |                      |                      |
| 1993-1994  | Oilers d'Edmonton       | LNH        | 64    | 25               | 29               | 54               | 118              | -                | -  | -                    | -                    | -                    |                      |                      |
| 1994-1995  | Oilers d'Edmonton       | LNH        | 48    | 12               | 24               | 36               | 86               | -                | -  | -                    | -                    | -                    |                      |                      |
| 1995-1996  | Blues de Saint-Louis    | LNH        | 77    | 18               | 28               | 46               | 192              | 13               | 8  | 6                    | 14                   | 22                   |                      |                      |
| 1996-1997  | Blues de Saint-Louis    | LNH        | 11    | 2                | 1                | 3                | 24               | -                | -  | -                    | -                    | -                    |                      |                      |
| 1996-1997  | Canadiens de Montréal   | LNH        | 47    | 6                | 15               | 21               | 80               | 5                | 1  | 0                    | 1                    | 4                    |                      |                      |
| 1997-1998  | Canadiens de Montréal   | LNH        | 62    | 21               | 34               | 55               | 108              | 10               | 3  | 6                    | 9                    | 26                   |                      |                      |
| 1998-1999  | Canadiens de Montréal   | LNH        | 63    | 12               | 20               | 32               | 147              | -                | -  | -                    | -                    | -                    |                      |                      |
| 1999-2000  | Canadiens de Montréal   | LNH        | 70    | 8                | 20               | 28               | 115              | -                | -  | -                    | -                    | -                    |                      |                      |
| 2000-2001  | Maple Leafs de Toronto  | LNH        | 77    | 8                | 18               | 26               | 189              | 11               | 1  | 1                    | 2                    | 14                   |                      |                      |
| 2001-2002  | Maple Leafs de Toronto  | LNH        | 74    | 12               | 21               | 33               | 120              | 19               | 1  | 6                    | 7                    | 33                   |                      |                      |
| 2002-2003  | Maple Leafs de Toronto  | LNH        | 46    | 7                | 8                | 15               | 49               | 2                | 0  | 0                    | 0                    | 2                    |                      |                      |
| 2003-2004  | Stars de Dallas         | LNH        | 17    | 5                | 5                | 10               | 29               | 5                | 0  | 1                    | 1                    | 12                   |                      |                      |
| Totaux LNH | Totaux LNH              | Totaux LNH | 1 156 | 273              | 420              | 693              | 2 357            | 140              | 38 | 49                   | 87                   | 291                  |                      |                      |

### En équipe nationale
| Année | Compétition                 |   | PJ | B | A  | Pts | Pun               |  | Résultat |
| 1985  | Championnat du monde junior | 7 | 2  | 3 | 5  | 2   | Médaille d'or     |  |          |
| 1986  | Championnat du monde junior | 7 | 7  | 7 | 14 | 6   | Médaille d'argent |  |          |
| 1991  | Coupe Canada                | 8 | 0  | 5 | 5  | 12  | Vainqueur         |  |          |
| 1993  | Championnat du monde        | 8 | 3  | 7 | 10 | 6   | 4e place          |  |          |
| 1994  | Championnat du monde        | 7 | 3  | 0 | 3  | 4   | Médaille d'or     |  |          |
| 1998  | Jeux olympiques             | 6 | 1  | 1 | 2  | 2   | 4e place          |  |          |